# Moritz Jahn
Moritz Jahn (Hamburgo, 17 de abril de 1995) é um ator e músico alemão.

## Carreira
Moritz Jahn ficou conhecido por interpretar Karol no programa infantil Die Pfefferkörner, no qual foi o ator principal entre 2007 e 2009. Seu primeiro papel principal veio em 2010 no telefilme da ZDF Prinz und Bottel. Em 2011, Jahn atuou em Der Himmel hat vier Ecken, seu primeiro papel no teatro. Ele foi nomeado para o prêmio Max-Ophüls pela sua performance em Offline – Das Leben ist kein Bonuslevel, de 2016. Em 2017, Jahn fez uma participação na série Bettys Diagnose, interpretando um adolescente de 17 anos com problemas de saúde. No mesmo ano, ele apareceu na série Dark como Magnus Nielsen, o filho rebelde de Ulrich Nielsen.

Jahn atua como músico desde 2018. Ele lançou seu EP de estreia Love, Hate & the Mistakes of a Lifetime em 2019.

## Filmografia
| Ano         | Título             | Função            | Notas      |
| ----------- | ------------------ | ----------------- | ---------- |
| 2007-2008   | Die Pfefferkörner  | Karol Adamek      |            |
| 2016        | Morgen hör ich auf | Vincent Lehmann   |            |
| 2017        | Bettys Diagnose    | Florian           | 1 episódio |
| 2017        | Tatort             | Jonas Holdt       | 1 episódio |
| 2017 – 2020 | Dark               | Magnus Nielsen    |            |
| 2020        | Tatort             | Lennart Billstein | 1 episódio |

| Ano  | Título                                      | Função         | Notas       |
| ---- | ------------------------------------------- | -------------- | ----------- |
| 2010 | Prinz und Bottel                            |                | Filme de TV |
| 2011 | Der Himmel hat vier Ecken                   |                |             |
| 2011 | Inga Lindström - Die Hochzeit meines Mannes |                | Filme de TV |
| 2013 | Stiller Abschied                            |                | Filme de TV |
| 2014 | Die Schneekönigin                           | Prince         |             |
| 2016 | Offline - Das Leben ist kein Bonuslevel     | Jan            |             |
| 2017 | Tod im Internat                             | Paul           |             |
| 2018 | Kommissarin Heller: Vorsehung               | Bastian Krämer |             |
| 2019 | Get Lucky - Sex verändert alles             | Mats           |             |

## Discografia
EPs
- Love, Hate & the Mistakes of a Lifetime (2019)

Singles
- "Boston II" (2020)
- "Ghost" (2020)
- "Back to The Roots" (2019)
- "Love, Hate & the Mistakes of a Lifetime" (2019)
- "Part of the World" (2019)
- "Time" (2019)
- "Goliath – Live Session" (2019)